# Elsa Camadro
Elsa Lucila Camadro (27 de marzo de 1951) es una ingeniera agrónoma argentina, Investigadora del INTA de Balcarce y del CONICET. Sus investigaciones están centradas en la genética y el mejoramiento genético de especies hortícolas. En 2003 obtuvo el Premio Konex por su trabajo en el área de Genética y Citogenética.

## Biografía

### Educación
Se graduó como Ingeniera Agrónoma en la Universidad Nacional de Mar del Plata (UNMdP) y luego estudió en la Universidad de Wisconsin (EE.UU), donde realizó su máster en Ciencias y el doctorado en Filosofía.

### Trayectoria profesional
En la Sociedad Argentina de Genética se desempeñó como vicepresidente y miembro del directorio de la Comisión de Investigaciones Científicas de la Provincia de Buenos Aires.
Además se desempeñó en otras universidades, como Directora del Posgrado en Producción Vegetal y Secretaria de Ciencia y Técnica de la Facultad de Ciencias Agrarias (UNMdP), e integró comisiones formativas, asesoras y evaluadoras en otras universidades nacionales, comités editoriales y sociedades y agencias de promoción científica, entre otras entidades.
Desde 1988 es Investigadora Independiente del Consejo Nacional de Investigaciones Científicas y Técnicas del CONICET - Línea de investigación: Caracterización y evaluación de germoplasma silvestre y cultivado de papa para el mejoramiento genético. Mejoramiento genético de hortalizas.

## Premios
Recibió en 2003 el Premio Konex: Genética y Citogenética.